# ريثان (بعدان)

تعديل مصدري - تعديل

ريثان محلة تابعة لقرية سعوان، التابعة لعزلة دلال بمديرية بعدان إحدى مديريات محافظة إب في الجمهورية اليمنية، بلغ تعداد سكانها 205 حسب تعداد اليمن لعام 2004.